# 標章の登録のため商品及びサービスの国際分類に関するニース協定
標章の登録のため商品及びサービスの国際分類に関するニース協定（ひょうしょうのとうろくのためのしょうひんおよびサービスのこくさいぶんるいにかんするニースきょうてい、略称：ニース協定、英：Nice Agreement Concerning the International Classification of Goods and Services for the Purposes of the Registration of Marks）は、1957年に作成された商標の国際分類について定める国際条約である。

## 概要
本協定は、世界知的所有権機関（WIPO）が管理している。
本協定は、1957年にフランスのニースで作成され、1967年にストックホルムで、1977年にジュネーヴで改正され、1979年に修正された。発効は、1961年4月8日。締約国は83ヶ国（2010年9月17日現在）。本協定の締約国は、同盟（ニース同盟）を形成する。
日本は1989年11月17日に加入書を寄託しており、本協定は1990年2月20日に日本について効力を発生している。日本での官報告示における名称は、1967年7月14日にストックホルムで及び1977年5月13日にジュネーヴで改正され並びに1979年10月2日に修正された標章の登録のための商品及びサービスの国際分類に関する1957年6月15日のニース協定。
本協定に基づいて定められる国際分類はニース分類（英：Nice classification）と呼ばれる。商標やサービスマークを登録する際には、それらがどのような商品やサービス（役務）に対して用いられるのかを特定しなければならない。ニース分類は、このような登録の際の商品やサービスの国際分類を定めるものである。
マドリッド協定や同議定書においては、出願人は保護を受けようとする商品とサービスを、可能な場合には、ニース分類で特定することとされている。
なお、標章の図形要素の国際分類を設定するウィーン協定は同じく商標に関する国際分類を定めるものであるが、商標の図形要素を分類したもので主として審査に用いられる。